# Schönfeldspitze
Schönfeldspitze – szczyt w Alpach Berchtesgadeńskich, części Alp Bawarskich. Leży w Austrii, w kraju związkowym Salzburg, przy granicy z Niemcami. Sąsiaduje z Selbhorn, leży też na zachód od Hochkönig. Na szczycie znajduje się krzyż.